# Dimorphanthera racemosa
Dimorphanthera racemosa är en ljungväxtart som beskrevs av Schlechter. Dimorphanthera racemosa ingår i släktet Dimorphanthera och familjen ljungväxter. Inga underarter finns listade i Catalogue of Life.